# Inhuca
Inhuca é uma vila e comuna angolana que se localiza na província de Cabinda, pertencente ao município de Necuto.
Anteriormente uma comuna do município do Buco-Zau, em 5 de setembro de 2024 foi transferido para a jurisdição do novo município de Necuto.